# Microgynoecium
Microgynoecium é um género botânico pertencente à família Amaranthaceae.

## Espécies
- Microgynoecium tibeticum